# Piskî, Kozelșciîna
Piskî (în ucraineană Піски) este localitatea de reședință a comunei Piskî din raionul Kozelșciîna, regiunea Poltava, Ucraina.

## Demografie
Componența lingvistică a localității Piskî
     Ucraineană (96,11%)
     Rusă (3,68%)
Conform recensământului din 2001, majoritatea populației localității Piskî era vorbitoare de ucraineană (96,11%), existând în minoritate și vorbitori de rusă (3,68%).